# Mohamed Amimer
 (février 2023).
Mohamed Amimer, né le 24 janvier 1959 à Noisy-le-Sec est une grande figure du banditisme français, parfois surnommé « La Rolls-Royce de la cavale », « Momo l'élégant » ou « le Grand Momo »[réf. nécessaire]. 
Il est connu pour plusieurs vols à main armée et est soupçonné d’association de malfaiteurs, d’extorsion de fonds en bande organisée, de séquestration, de trafic de stupéfiants ainsi que de destruction de biens par explosifs.

## Biographie
Né le 24 janvier 1959 à Noisy-le-Sec d’un père algérien, propriétaire d’un café, et d’une mère marocaine, Mohamed Amimer grandit en Seine-Saint-Denis dans le quartier de la Boissière à Noisy-le-Sec.
Selon Le Figaro, Mohamed Amimer a été pendant sa période criminelle une « gloire du milieu », d'après Europe 1, il est une « figure » de la « Maghreb Connection », d'après La Dépêche une « ancienne légende du grand banditisme parisien », et pour Le Parisien et 20 minutes un « grand braqueur »,.[pertinence contestée]
Dans les années 1990, Amimer devient propriétaire du Triangle, une discothèque située à Andilly dans le Val-d'Oise, qu'il veut accessible pour n'importe qui indépendamment du milieu social. L'exploitation de la discothèque s'avérant fructueux, son propriétaire devient populaire dans le monde de la nuit.[réf. nécessaire]
A l'âge de 20 ans, Amimer est condamné à deux années d’emprisonnement pour conduite avec faux permis.
Le 23 mai 1994, il participe avec cinq autres malfrats à l'attaque de la Brink’s[pas clair] ; prenant en otage plusieurs personnes, ils dérobent 1,5 million d'euros[réf. nécessaire] puis prennent la fuite dans deux voitures volées. Retrouvé puis arrêté le 14 février 1996, Amimer est condamné pour vol à main armée à 16 ans de réclusion criminelle. Détenu à la maison d'arrêt de Nîmes, il s'évade le 25 août 2000 avec l'aide de complices : avec Dominique Delattre, un autre détenu, il escalade le mur d'enceinte à l'aide de cordes et d'échelles préalablement déposées près du bâtiment par des complices déguisés en peintres ; ils s'enfuient tous les deux à bord d’une voiture volée. Les frères Hornec, ses amis d’enfance, sont soupçonnés de l'avoir aidé dans son évasion. 
Ayant fui en Algérie, il revient en France quatre ans plus tard[Comment ?], où il est interpellé le 18 octobre 2004 à Paris ; il est par la suite incarcéré à la prison de Fresnes, puis à la maison centrale de Poissy jusqu'à sa libération le 18 mai 2010. Par la suite, l'ancien détenu travaille à la réinsertion des détenus en organisant des spectacles et en venant en aide à des associations.

## Procès pour le braquage de la banque Inchauspé (2017)
En septembre 2017, Patrick Musset et Mohamed Amimer sont convoqués en cour d’assises pour le braquage effectué 23 ans plus tôt d'une banque parisienne. À la suite d'une analyse ADN sur des mégots trouvés près du coffre-fort. Musser et Amimer sont les deux seuls survivants parmi les accusés, Farid Sanaa et Stéphane Ley ayant tous les deux été tués dans les années 1990. Les deux anciens bandits nient tous deux leur participation au braquage de la banque Inchauspé de 1994 où 15,3 millions de francs (environ 3,2 millions d'euros) avaient été dérobés.
Personne ne croît leurs dénégations, mais il est tenu compte que le temps a passé et qu'ils sont désormais réinsérés dans une vie sociale normale : les deux ex-braqueurs sont déclarés coupables, mais restent libres. Ils sont condamnés à cinq ans de prison entièrement assortis de sursis et à 100 000 euros d'amende chacun,.